# Isolastic

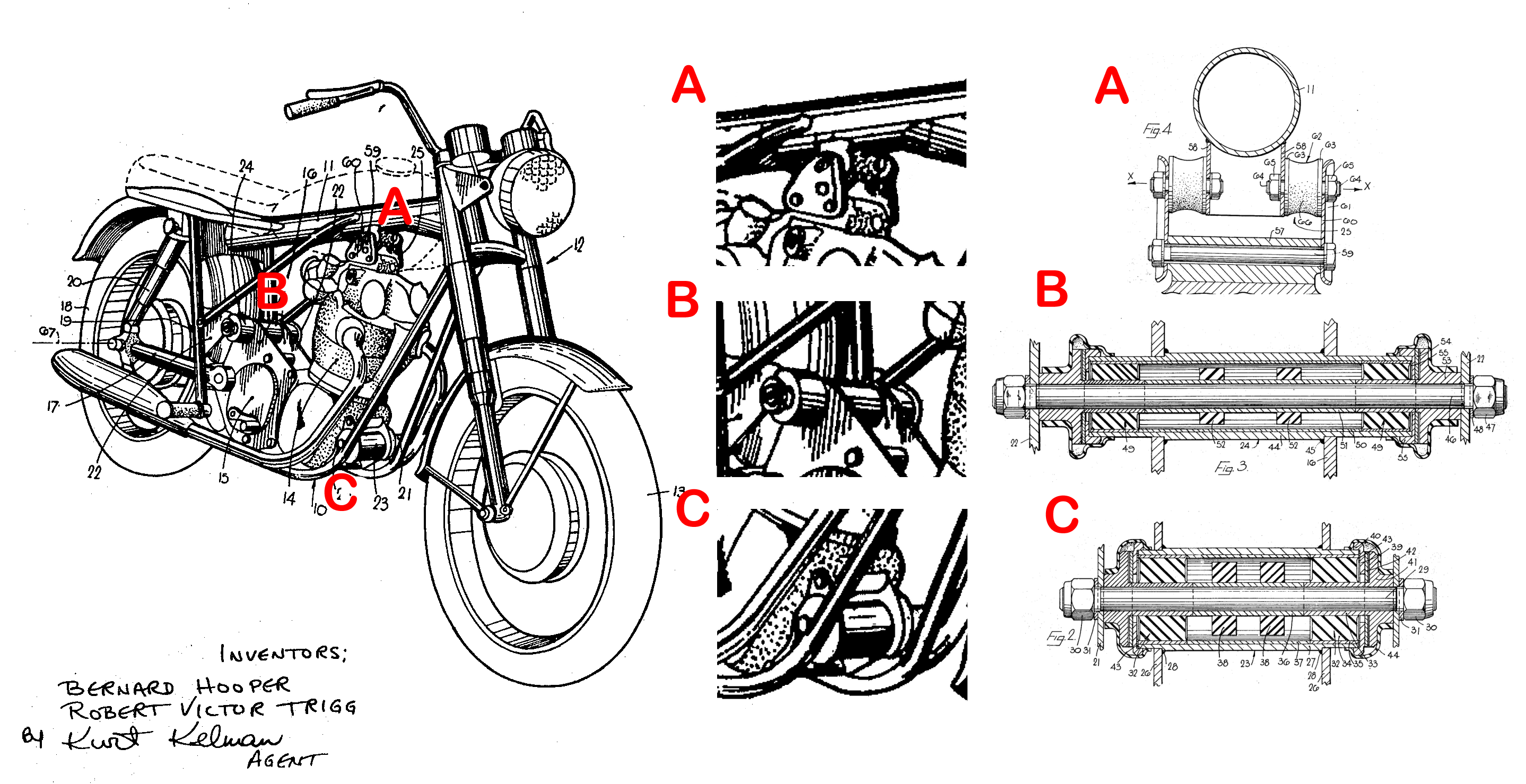

Isolastic is de ophanging met silent blocks van motor, versnellingsbak en achtervork aan het hoofdframe van de Norton Commando motorfietsen (vanaf 1967). 
Bijzonder aan het systeem was dat de kettingbelasting constant bleef en de tandwielen altijd in lijn stonden. Het Isolasticsysteem bestond niet uit silent blocks, maar was een apart systeem, waarbij motor en versnellingsbak via steekassen aan de voor- en achterkant waren opgehangen. Rondom de steekassen waren een aantal dikke rubber ringen aangebracht, die in een ruime buis van het frame zaten. Om hun verende werk te kunnen doen werden de ringen op afstand van elkaar gehouden door opvulringen. Schetsplaten zorgden voor de verbinding van de Isolasticophanging aan het frame en het motorblok.
De basis voor het Isolasticsysteem werd gelegd toen Norton in 1965 werkte aan de 800cc-Norton P10 met dubbele bovenliggende nokkenas. Dit prototype lekte niet alleen veel olie, maar trilde ook overmatig. Ontwikkelingsingenieur Wally Wyatt hing het blok in rubbers, die niet alleen snel versleten, maar die ook een nieuw probleem veroorzaakten. Het blok kon in de rubbers bewegen, maar de achterbrug met het achterste kettingtandwiel niet. Daardoor liep de ketting van het tandwiel. Na de overname van Associated Motor Cycles (waar Norton deel van uitmaakte) door de Villiers Engineering Group werd het ontwerp weer opgepakt met het Norton Z26-prototype. Intussen was de Atlas ook doorontwikkeld. Die leverde inmiddels meer vermogen dan van de dure Z26 verwacht werd. Norton besloot tot de ontwikkeling van de Norton Atlas Mk III, maar ook dan moest het trillingsprobleem opgelost worden.
Bernard Hooper, een ingenieur die van Villiers kwam, bedacht tijdens een treinreis van Euston naar Wolverhampton een oplossing voor de rubberophanging van het motorblok. Hij bouwde de hele aandrijflijn inclusief swingarm aan het motorblok vast, waardoor alles tegelijk "bewoog".  Op de octrooiaanvraag van het systeem kwam ook de naam van Robert Victor ("Bob") Trigg, die bij Ariel en BSA gewerkt had, maar die nu verantwoordelijk was voor de bouw van het frame. 
Silent blocks zijn rubber blokken die voorkomen dat de trillingen van de motor worden doorgegeven aan de berijder. Dit is met name bij motorfietsen met één of twee cilinders van belang.